# Complesso di San Tommaso d'Aquino
Il complesso di San Tommaso d'Aquino era un complesso religioso di Napoli che sorgeva tra via Toledo e via Medina, nell'antico rione Carità, abbattuto nel 1932.

## Storia
Francesco d’Avalos d'Aquino, marchese di Vasto e Pescara, nel 1503 nel suo testamento manifestò il desiderio che fosse eretta una chiesa in onore di Santa Maria della Fede che avesse un altare dedicato a San Tommaso d'Aquino, glorioso membro della famiglia d'Aquino.
Il desiderio di Francesco d'Avalos non fu esaudito dai successori e si ottenne soltanto un monastero femminile voluto da Laura Sanseverino nel 1534 su alcuni appezzamenti di terreno donati ai domenicani da Alfonso d'Avalos, cugino di Francesco.
Solo nel 1567 Ferrante d'Avalos, figlio di Alfonso, fece erigere la chiesa voluta dal nonno e completò il monastero che aveva avviato la madre: la chiesa sorgeva nel territorio di Santa Marta, a ridosso del Castel Nuovo e del largo delle Corregge, nonché alle spalle di via Toledo, aperta da solo trent'anni.
Nel complesso, in cui s'insediarono i domenicani, ebbe sede l'Università di filosofia e teologia, il cui ingresso si trovava di fronte alla chiesa di Santa Maria delle Grazie a Toledo.
Fra Giuseppe Nuvolo riprogettò il monastero assieme a Niccolò Vaccaro nel 1620, aggiungendovi un chiostro ovale. Una tradizione non supportata da documenti vuole che fra Nuvolo ridisegnò anche la chiesa implementandovi la grande cupola ad embrici maiolicati, elemento architettonico che aveva caratterizzato altre chiese progettate da fra Nuvolo come la basilica di Santa Maria della Sanità e la non più esistente chiesa di San Sebastiano vicino Port'Alba.
Ma nel 1656 la grande peste che sconvolse la città fu la causa della rovina di gran parte del collegio: il canonico Carlo Celano racconta che al di sotto di via Toledo passava un gran canale di acque reflue chiamato popolarmente chiavicone che sfociava nei pressi dell'attuale piazza Vittoria. Questo condotto fu utilizzato da scellerati becchini che vi gettavano i cadaveri degli appestati e dal popolo per eliminare molte suppellettili contaminate dal morbo. Il tutto finì per otturare il condotto. L'epidemia terminò il 14 agosto con un fortissimo temporale il quale con le sue acque riempì il chiavicone fino a quando incontrato il blocco costituito dalle suppellettili causò lo smottamento del terreno soprastante e il conseguente crollo di tutte le strutture (tra cui il chiostro ovale) e gli edifici che su di esso sorgevano. Il convento e il chiostro ovale furono ricostruiti, mentre la chiesa non subì danni visto che sorgeva a debita distanza dal condotto.
Durante il decennio francese i frati furono espulsi, l'università venne abolita e il convento destinato ad uso abitativo. Il chiostro fu adibito a mercato e la chiesa fu addirittura un fienile fino al 1810 quando venne affidata alla congrega della Scala Santa, la quale la mantenne fino al 1818, quando passò alla congrega dei Santi Michele e Raffaele. Giovanni Battista Chiarini, commentatore ottocentesco di Carlo Celano, sostiene invece che fu la congrega di Santa Maria del Carmine e dei Santi Alberto e Teresa ad ottenere nel 1810 la chiesa, dopo essere stata rimossa dal chiostro della Concordia.
Nonostante il recupero della funzione religiosa nella chiesa, la struttura conventuale subì un veloce processo di decadenza. Divenuta nel 1806 proprietà del marchese Tagliavia Aragona, questi affittò gli ambienti superiori ad abitazione, mentre i locali esterni e interni al piano terra come botteghe e magazzini. In un locale alle spalle della chiesa nel 1861 fu aperto il teatro Goldoni. Negli ultimi anni del XIX secolo fino alla demolizione, la chiesa fu gestita dall'Ordine dei Servi di Maria.
Tutto il complesso infatti si trovava in una zona che fu presa di mira da progetti risanatori elaborati durante la piena fase di sventramento ottocentesca e che il fascismo attuò negli anni trenta. Si intendeva bonificare tutta la zona della Corsea e dei Guantai per creare un nuovo e moderno rione: il rione Carità. In questa zona i progettisti stabilirono grandi edifici pubblici che avrebbero glorificato l'era fascista e dato un nuovo aspetto alla città.
Durante la fase di progettazione dell'intervento, negli anni venti, si provò a salvare la chiesa per il suo valore storico artistico, ma invano perché alla fine, nonostante le rimostranze del rettore del tempio, l'Alto commissariato di Pietro Baratono nel 1932 ne stabilì definitivamente la distruzione. Nello stesso anno fu completata la demolizione del monastero e si abbatté anche la chiesa, seguendo l'ordine dell'Alto commissariato.

I lavori di ricostruzione cominciarono nel 1933, nel 1935 furono inaugurate via Diaz e piazza Matteotti, nel 1937 il palazzo dell’Intendenza di Finanza e nel 1938 il palazzo della Banca Nazionale del Lavoro; palazzi che presero il posto del complesso di San Tommaso.
I Servi di Maria furono trasferiti nella chiesa di San Pietro a Majella, la quale accolse anche un altare e un dipinto raffigurante i sette fondatori dell'ordine. Il cardinale Alessio Ascalesi che si occupò anche di ricostruire in altra sede la chiesa di San Giuseppe Maggiore, nei paraggi del complesso e anch'essa demolita, decise di trasferire la chiesa nella zona collinare (allora in fase di urbanizzazione) tra il Vomero e Chiaia, in via Tasso. La nuova chiesa, la cui costruzione fu stabilita il 19 maggio 1934, fu intitolata alla Santissima Trinità e a fianco del nuovo nome ricevette anche l'antica denominazione del tempio demolito.
Il soprintendente Gino Chierici si occupò non solo di trasferire le emergenze artistiche e architettoniche (come il portale d'ingresso in piperno, i capitelli, le cornici di coronamento e le zoccolature in piperno), ma anche di impostare la facciata del nuovo tempio secondo i disegni della vecchia.

## La chiesa
La chiesa era situata nella piazza di San Tommaso e presentava una pianta a croce latina, con navata unica delimitata da cappelle laterali, coro absidale e cupola sulla crociera.
La facciata era assai semplice e presentava un prospetto a due livelli entrambi delimitati ai lati due lesene corinzie. Il portale d'ingresso era sormontato da un timpano arcuato spezzato sorretto da due grandi colonne. Al centro del timpano una nicchia con la statua del santo sormontata anch'essa da un timpano arcuato tuttavia non spezzato.
Alla sinistra della facciata si apriva la piccola chiesa di Santa Maria del Carmine e dei Santi Alberto e Teresa. Secondo il Chiarini questa fu ricavata allorché l'omonima congrega che nel 1810 ebbe in gestione la chiesa, non riuscendo a mantenerla per la sua grandezza, ottenne nel 1818 la sacrestia del convento dove poter allestire la propria chiesa. Ci pensò l'architetto Francesco Maresca a trasformare l'ambiente per il nuovo uso.
La cupola era imponente e rivestita da embrici maiolicati, ma sprovvista di lanternino (sebbene non ci siano documenti che attestino che ne era sprovvista sin dall'origine oppure che il lanternino sia scomparso in seguito). Internamente presentava una struttura a costoloni ed era stata affrescata nel Seicento da Giovanni Battista Benaschi, che affrescò anche gli ambienti del coro e della crociera. La volta invece fu affrescata prima da Domenico de Marino (o Maino), allievo di Luca Giordano, poi fu rifatta da Giuseppe Bonito.
Dell'altare maggiore seicentesco in marmi commessi lavorati dai marmorari Costantino Marasi e Giovanni Mozzetti e adornato da varie colonne, che stando ai documenti doveva essere trasferito nella nuova chiesa a via Tasso, non ci sono più tracce, diversamente dai dipinti del de Marino, che erano posti al di sopra delle cappelle nonché sulla controfacciata, e da altri altari. Questi furono effettivamente trasferiti.
Altre tele che la chiesa custodiva alla fine del XVII secolo segnalate dal Celano erano di Antonio da Vercelli detto il Sodoma, di Giovanni Bernardino Azzolino detto il Siciliano, dello stesso Beinaschi, di Luigi Borgognone e di Giovanni Antonio d'Amato il giovane.
Due secoli dopo il Galante non trova più le opere segnalate dal Celano, ma erroneamente cita presente solo quella di Antonio da Vercelli. Erroneamente perché l'opera del Sodoma fu rimossa già nel 1806 (quando fu trasferita nel Real Museo) e oggi visibile a Capodimonte; inoltre il Galante infatti la chiama Trasfigurazione quando invece rappresentava la Resurrezione. È stato appurato dal D'Addosio che la tela confusa dal Galante era la Trasfigurazione di Michelangelo Dell'Oca, datata 1629.

## I chiostri
Fra Nuvolo progettò un cortile-chiostro ovale con ingresso su via Toledo. Inizialmente fu affrescato da Giovan Battista di Pino con la sua tecnica a graffiti in chiaroscuro che aveva già adoperato nell'ancora esistente e anch'esso ovale chiostro di Santa Maria della Sanità. Dopo lo smottamento del 1656 fu riaffrescato da Andrea Viola e Nicola Vaccaro.
Oltre questo, il complesso aveva un secondo chiostro. Questo era molto più grande rispetto al primo e presentava una pianta quadrata a due ordini e otto arcate in piperno per lato. In uno dei tanti ambienti che vi si affacciavano, precisamente nella sala della Congregazione dei Fratelli del Rosario, erano custodite varie tele raffiguranti i misteri della Passione di Cristo realizzate da Andrea Vaccaro. La tela sull'altare maggiore, rappresentante la Crocifissione, oggi visibile al Museo Nazionale di Berlino, fu da lui realizzata tra il 1660 e il 1670 con aggiunte del figlio Nicola Vaccaro.
Nel 1778 il chiostro grande divenne sede provvisoria della Borsa dei Cambi e lo fu fino al 1825, quando fu completato palazzo San Giacomo, che accolse oltre ai ministeri di stato anche la Borsa.